# Grupo Omega

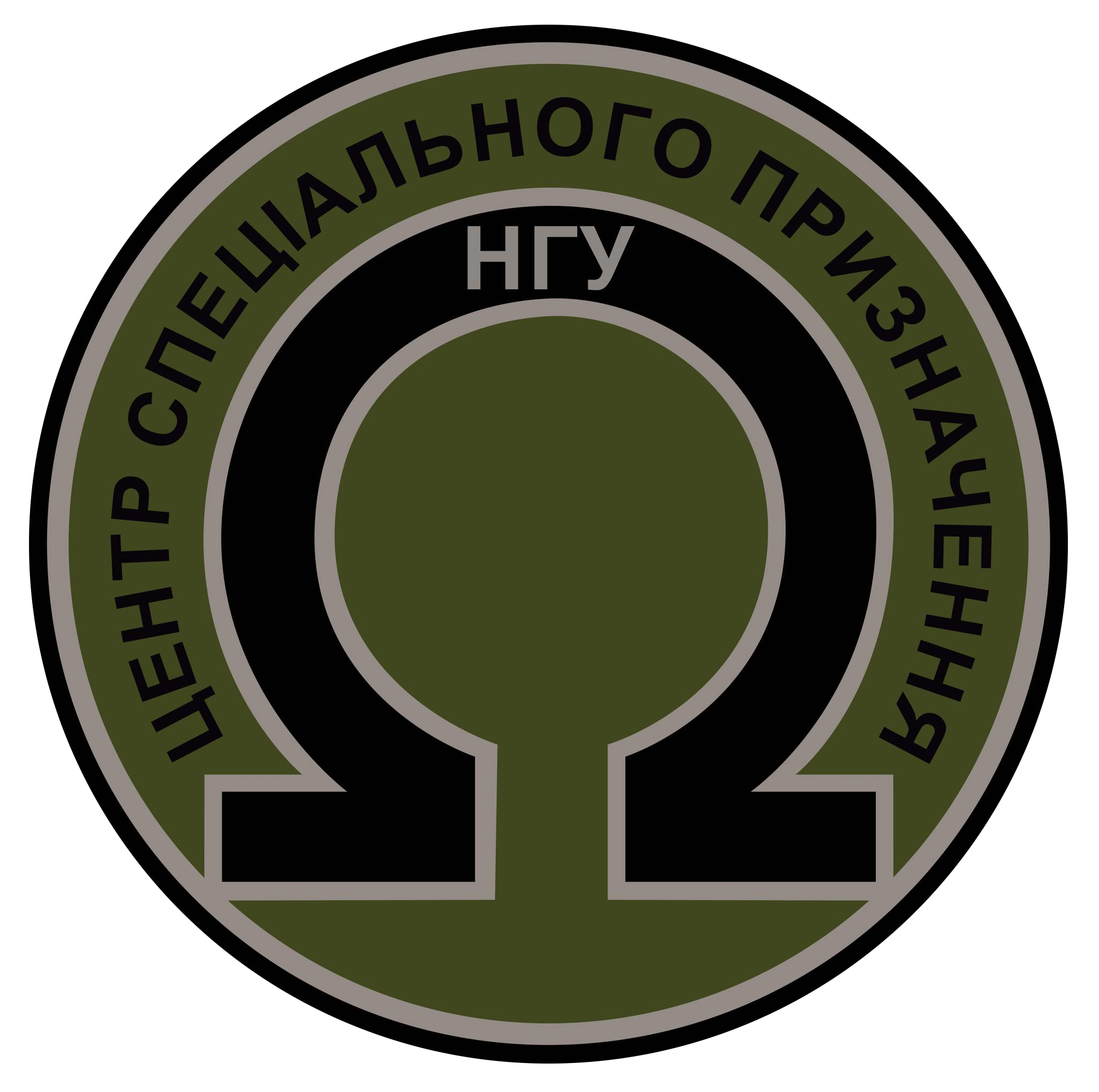
Insignia de Omega

Grupo Omega (ucraniano: Центр Спеціального Призначення «Омега»), también conocido como Centro de Operaciones Especiales «Omega». Es una unidad de fuerzas especiales que forma parte de la Guardia Nacional de Ucrania. Originalmente destinado a misiones antiterroristas y de guardaespaldas, el grupo ha adquirido una amplia experiencia de combate realizando emboscadas, incursiones y misiones de reconocimiento detrás de las líneas enemigas en los óblast de Járkov y Donetsk durante la Invasión rusa de Ucrania.

## Historia

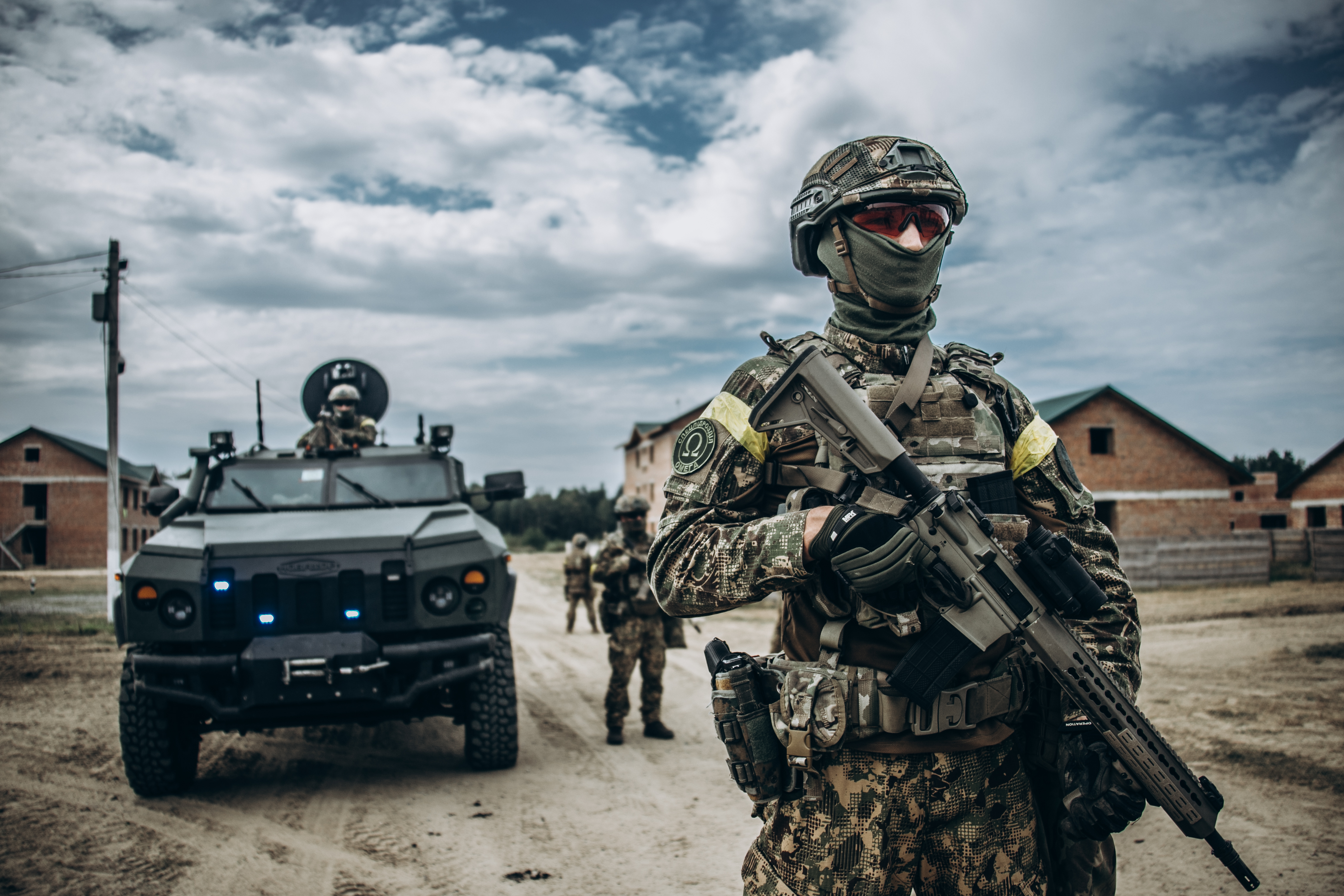
Miembros del Grupo Omega

El Grupo Omega se fundó originalmente como una unidad antiterrorista dentro de las Tropas Internas de Ucrania en 2003. Cuando las Tropas Internas se disolvieron en 2014, la unidad fue transferida a la recién formada Guardia Nacional de Ucrania en cinco destacamentos separados, estacionados en Kiev, Járkov, Odesa, Leópolis y Oleksandría. Estos destacamentos se combinaron en el actual Centro de Operaciones Especiales en el otoño de 2022.
Desde la Invasión rusa de Ucrania, el Grupo Omega ha estado desplegado en toda la línea del frente. En los primeros días de la invasión, miembros de la unidad participaron en la Batalla de Hostómel. Posteriormente, las tropas Omega defendieron varios asentamientos alrededor de Kiev, incluidos Moschchun, Horenka e Irpín. Al mismo tiempo, otros guardias Omega defendieron Járkov.
En la primavera de 2022, miembros de Omega evacuaron a un grupo de artilleros de la 36ª Brigada Separada de Infantería de Marina del territorio controlado por Rusia. Los Infantes de Marina Ucranianos  habían escapado de Mariúpol y ya habían avanzado 60 kilómetros a través de territorio enemigo antes de que se desplegara la unidad Omega. Mientras se utilizaba un UAV Leleka para guiar a los infantes de marina ucranianos alrededor de las posiciones rusas, miembros de Omega ligeramente equipados se trasladaron a territorio enemigo para encontrarse con sus compatriotas y escoltarlos de regreso a un lugar seguro.
En abril de 2022, miembros de Omega llevaron a cabo misiones de reconocimiento y sabotaje alrededor de Kreminná.  Más tarde ese año, la unidad participó en la Batalla de Vugledar, concretamente en el pueblo de Pavlivka, donde luchó contra la 155.ª Brigada de Infantería Naval rusa.
A finales de 2023 y principios de 2024, se desplegaron cazas Omega en Avdíivka y sus alrededores, donde infligieron grandes pérdidas a Rusia utilizando misiles guiados antitanques y drones FPV, así como sistemas de lanzamiento de cohetes múltiples improvisados. Durante este período, videos publicados en las redes sociales también mostraron a francotiradores Omega moviéndose hacia áreas controladas por Rusia para enfrentarse a soldados rusos.

## Estructura
A partir de 2024, la estructura conocida de la unidad es la siguiente:
- 1.er Destacamento de Asalto
- 2° Destacamento de Asalto
- 3.er Destacamento de Asalto
- 4.º Destacamento de Asalto
- 5.º Destacamento de Asalto
- 6.º Destacamento de Reconocimiento y Apoyo de Fuego
- Unidad de francotiradores "Compañía de Turismo Extremo"

## Miembros
Al parecer, la mayoría de los miembros del grupo Omega son exmiembros de unidades de comando ucranianas y, en casos excepcionales, soviéticas. La unidad generalmente evita la publicidad.